# Łepesiwka
Łepesiwka (ukr. Лепесівка) – wieś na Ukrainie, w obwodzie chmielnickim, w rejonie biłohirskim, nad Horyniem. W 2001 roku liczyła 848 mieszkańców.